# 貝德福德鎮區 (愛荷華州泰勒縣)
貝德福德鎮區（英語：Bedford Township）是位於美國愛荷華州泰勒縣的一個行政鎮區。

## 地方資料
根據2010年美國人口普查的數據，貝德福德鎮區的面積為20.05平方千米，當中陸地面積為19.71平方千米，而水域面積為0.34平方千米。當地共有人口1517人，而人口密度為每平方千米75.66人。